# Doina Ignat
Doina Ignat (* 20. Dezember 1968 in Miorcani, Kreis Botoșani) ist eine ehemalige rumänische Ruderin. Mit vier olympischen Goldmedaillen und einer Silbermedaille gehört sie zu den erfolgreichsten Ruderinnen.

## Karriere
Doina Ignat besuchte ein Lyzeum in Botoșani, als sie im Alter von 15 Jahren von Nicolae Gioga für das Rudern entdeckt wurde. Ignat zog in die rumänische Hauptstadt, wo sie ab 1984 für Steaua Bukarest antrat. An der Universität George Bacovia Bacău studierte sie später Sport.
1986 trat Ignat zum ersten Mal international in Erscheinung, als sie den fünften Rang im Einer bei den Junioren-Weltmeisterschaften in Račice u Štětí belegte. Ihre erste Medaille gewann sie bei den Ruder-Weltmeisterschaften 1991 in Wien, als sie mit dem rumänischen Doppelvierer Bronze holte.
Bei den Olympischen Spielen 1992 gewann der rumänische Doppelvierer Silber hinter dem deutschen Boot. Constanța Pipotă, Veronica Cochela und Doina Ignat aus dem Doppelvierer wechselten 1993 in den rumänischen Achter und wurden mit diesem Boot 1993 Weltmeister. Cochela und Ignat wurden 1994 Weltmeisterschaftsdritte im Achter und -vierte im Vierer ohne Steuerfrau sowie 1995 Vizeweltmeister im Achter. Gemeinsam mit Anca Tănase kam Doina Ignat bei den Weltmeisterschaften 1995 in Tampere zudem im Zweier ohne Steuermann auf Rang sechs.
1996 gewann der rumänische Achter in Atlanta Olympiagold in der Besetzung Anca Tănase, Veronica Cochela, Liliana Gafencu, Doina Spîrcu, Ioana Olteanu, Elisabeta Lipă, Mărioara Popescu, Doina Ignat und Steuerfrau Elena Georgescu. Ignat erkämpfte mit dem personell weitgehend gleichbleibenden Achter 1997, 1998 und 1999 jeweils den Weltmeistertitel. Außerdem wurde sie 1997 Vizeweltmeisterin im Vierer ohne Steuermann und 1998 Weltmeisterschaftsdritte im Doppelzweier mit Ioana Olteanu. Bei den Weltmeisterschaften 1999 verpassten Ignat und Olteanu in derselben Disziplin das A-Finale und kamen nur auf einen enttäuschenden zehnten Rang.
Im Jahr 2000 verließ Doina Ignat Steaua nach 16 Jahren Vereinszugehörigkeit und wechselte zu Dinamo Bukarest.
2000 gewann der rumänische Achter erneut Gold bei den Olympischen Spielen, mit dabei waren Georgeta Damian, Viorica Susanu, Ioana Olteanu, Veronica Cochela, Elisabeta Lipă, Maria Magdalena Dumitrache, Liliana Gafencu, Doina Ignat, Elena Georgescu. Zusammen mit Georgeta Damian gewann Ignat zusätzlich noch Gold im Zweier ohne Steuermann. Nach den Olympischen Spielen von Sydney legte Ignat eine Wettkampfpause ein und wurde 2001 Mutter eines Mädchens. 2002 kehrte sie nach Snagov zurück und nahm das Rudertraining erneut auf.
Bei den Weltmeisterschaften 2003 saß Ignat wieder im rumänischen Achter und wurde Vizeweltmeister hinter dem deutschen Boot. 2004 gewann der rumänische Achter zum dritten Mal in Folge olympisches Gold. Gafencu, Georgescu, Lipă und Ignat waren zum dritten Mal dabei, Susanu und Damian zum zweiten Mal, Rodica Florea, Aurica Bărăscu und Ioana Papuc gewannen zum ersten Mal Achter-Gold.
2007 wurde der rumänische Achter mit Ignat erneut Vizeweltmeister. Bei den Ruder-Europameisterschaften 2007 in Posen konnte zudem der Titel gewonnen werden.
2008 errang Ignat ihre letzte Olympiamedaille, eine bronzene, mit dem rumänischen Achter. Im September 2008 verteidigte sie mit dem rumänischen Achter den Titel bei den Europameisterschaften und zog sich anschließend vom aktiven Leistungssport zurück.
Seit 2009 betreut Doina Ignat bei Dinamo Bukarest die vier Sportabteilungen Rudern, Fechten, Gerätturnen und Kanurennsport.

## Auszeichnungen
Doina Ignat wurde im Jahr 2000 mit dem Treudienst-Orden im Rang eines Kommandeurs ausgezeichnet. Im August 2008 erhielt sie von Staatspräsident Traian Băsescu den Verdienstorden „Meritul sportiv“ III. Klasse mit zwei Streifen.